# 仙公廟車站
仙公廟車站（日语： Senkōbyō- ?）是位於台灣台北市古亭區（今中正區）台北鐵道株式會社萬華-新店線（台灣鐵路管理局新店線前身）的已廢止車站。
站名由來為汀州路三段與辛亥路一段交差口的「林口仙公廟」（戰後改稱聖靈寺）。本站已於戰後廢止。

## 車站周邊
- 仙公廟（今聖靈寺）
- 川端公園（今替代役中心、三軍總醫院汀州院區、螢橋國中[註 2]）

## 歷史
- 1936年（昭和11年） 11月26日在台北市水道町開業[2] [1] 。
- 1945年-終戰後不久即廢止 [3]。

## 腳註

### 來源資料
1. 1 2  鐵道省. . 國立國會圖書館. 1937年12月: 頁538  [2021-03-13]. （原始内容存档于2020-01-30）.（日語）
2. ↑  . 台灣総督府交通局鐵道部. 1939-12-20: 325  [2019-02-17]. （原始内容存档于2022-05-02）. 國立國會圖書館數位典藏
3. ↑  何文賢.  (PDF). 新北市文化季刊 (新北市政府). 2018年12月, Vol.30: 頁51  [2019-02-17]. ISSN 1812-9099. （原始内容 (PDF)存档于2019-02-20）.